# Serra de l'Espinal
La Serra de l'Espinal és una serra situada al municipi d'Agramunt a la comarca de l'Urgell, amb una elevació màxima de 425,3 metres.